# Cult of the Cobra
Cult of the Cobra – amerykański film grozy z 1955 roku.

## Opis fabuły
Grupa amerykańskich żołnierzy stacjonujących w Azji przypadkowo są świadkami w rytualnej ceremonii przeprowadzanej przez lokalną sektę. Przyłapani, uciekają, zabierając koszyk zawierający świętą kobrę (fetysz członków sekty). Członkowie sekty ruszają ich śladem. Kiedy, po jakimś czasie żołnierze powracją do USA, padają kolejno ofiarą tajemniczych zbrodni, za którymi stoi Lisa, kobieta potrafiąca zmienić się w węża.

## Obsada
- Marshall Thompson – Tom Markel
- Faith Domergue – Lisa
- Helen Wallace – Pani Webber
- Richard Long – Paul Able
- Kathleen Hughes – Julia Thompson
- William Reynolds – Pete Norton
- Jack Kelly – Carl Turner
- Myrna Hansen – Marian Sheehan
- David Janssen – Rico Nardi
- Leonard Strong – Daru